# Znojenje
Znojenje (potenje ali transpiracija), je proizvodnja tekočin, ki jih izločajo žleze znojnice v koži sesalcev.
V človeku lahko najdemo dve vrsti žlez znojnic: eccrine žleze in apocrine žleze. Eccrine žleze znojnice so razporejene po večjem delu telesa.
Pri ljudeh je potenje predvsem sredstvo za termoregulacijo, ki se doseže z izločanjem bogate vodne raztopine iz eccrinih žlez. Najvišja stopnja potu pri odraslih je lahko vse do 2-4 litrov na uro ali 10-14 litrov na dan (10-15 g / min • m²). Izhlapevanje potu s površine kože ima hladilni učinek zaradi proizvajanja latentne toplote ob izhlapevanje vode. Zato se v vročem vremenu ali ko se posameznikove mišice ogrejejo zaradi fizičnega napora proizvaja več znoja. Pri živalih z nekaj žlezami znojnicami, kot so psi, so dosegli podobne rezultate pri regulaciji temperature s sopihanjem pri katerem izhlapeva voda iz vlažne sluznice ustne votline in žrela. Primati in konji imajo pazduhe od koder se izloča znoj, kot pri ljudeh. Čeprav potenje zaznamo pri različnih vrstah sesalcev jih je med njimi razmeroma malo takšnih kot so ljudje in konji, ki proizvajajo velike količine znoja, da bi se ohladili.
Študija je odkrila, da se moški v povprečju začnejo potiti veliko hitreje kot ženske, potem pa še enkrat toliko, ko so sredi vadbe z isto relativno intenzivnostjo. Ko moški in ženska telovadita z isto absolutno intenzivnostjo ni nikakršnih razlik v odzivu potenja.

## Opredelitev
Hipohidroza je zmanjšano potenje iz katerega koli vzroka.
Goriščna hiperhidroza je povečano ali prekomerno potenje v nekaterih telesnih regijah, kot so pazduhe, dlani, podplati, obraz in dimlje.
Hiperhidroza, imenovana tudi splošna ali sekundarna hiperhidroza je prekomerno potenje, ki je posledica osnovnega stanja in običajno vključuje telo kot celoto.
»Hidromeiosis«  je zmanjšano potenje, ki je posledica blokade žlez znojnic v vlažnih pogojih.

## Mehanizem
Znojenje omogoča telesu, da uravnava svojo temperaturo. Potenje se upravlja iz hipotalamusa. Na toplotno regulativno funkcijo v hipotalamusu vplivajo tudi prispevki temperaturnih receptorjev v koži. Visoka temperatura kože zmanjšuje hipotalamusovo nastavljeno točko za potenje in povečuje ojačanje hipotalamusovega sistema povratnih informacij kot odziv na nihanja temperature sredice. Na splošno pa je potenje kot odziv na rast temperature v hipotalamusu veliko večje kot odziv na isto povečanje povprečne temperature kože.
Potenje povzroči padec temperature jedra z izhlapevanjem na površini kože, ki povzroči hlajenje. Ko visoke molekule energije izhlapijo iz kože in sprostijo energijo absorbirano iz telesa, kože in površinskih žil pride do zmanjšanja temperature. Ohlajena kri se nato vrne v jedro telesa in preprečuje naraščanje njegove temperature.
Obstajata dva primera, v katerih bodo živci stimulirali žleze znojnice in povzročili znojenje: med telesnim ogrevanjem in v stanju čustvenega stresa. Na splošno je čustveno povzročeno znojenje omejeno na dlani, podplati, pazduhe, in včasih čelo, medtem ko se fizično toplotno povzročeno potenje pojavi po celem telesu.
Znoj ni čista voda, saj vedno vsebuje majhno količino (0,2-1%) topljenca. Ko se oseba preseli iz hladnega podnebja v vroče podnebje, se pojavijo prilagoditvene spremembe pri mehanizmu potenja te osebe. Ta postopek se imenuje aklimatizacija: najvišja stopnja potenja se poveča in vsebnost topljenca se zmanjša. Količina vode, izgubljene v znoju na dan je zelo različna in sicer od 100 do 8000 ml / dan. Izguba topljenca je lahko do 350 mmol / dan (ali 90 mmol / dan) v najbolj ekstremnih pogojih. Med povprečno intenzivno vadbo je lahko izguba znoja v povprečju do 2 litra vode / uro. V hladnem podnebju in v odsotnosti vadbe je lahko natrijeva izguba zelo majhna (manj kot 5 mmols / dan). Koncentracija natrija v potu je 30-65 mmol / l, kar je odvisno od stopnje aklimatizacije.

## Sestava
Znój ali pót je hipotoničen izloček žlez znojnic. Nastajanje znoja in njegovo izhlapevanje ohlaja organizem. Pri izlapevanju enega grama znoja človek odda 2,42 kJ energije. Svež znoj je brez vonja; značilen vonj nastane predvsem zaradi razgradnje dolgoverižnih maščobnih kislin do krajših produktov, kot sta mravljinčna in maslena kislina. Razgradnjo le-teh povzročijo bakterije, ki so normalno prisotne na koži. 
Znoj vsebuje predvsem vodo. Vsebuje tudi minerale, laktat in sečnine. Mineralna sestava se razlikuje glede na posameznika, njihovo aklimatizacijo na vročino, telesno vadbo in znojenje, posebne vire (savna, itd), trajanje znojenja in sestavo mineralov v telesu. Indikacija vsebnosti mineralov: natrij (0,9 gram / liter), kalij (0,2 g / l), kalcij (0,015 g / l), magnezij (0,0013 g / l). Tudi številni drugi elementi so najdeni v znoju. Njihova koncentracija je: (čeprav se meritve razlikujejo petnajst krat) cink (0,4 miligramih / liter), baker (0,3-0,8 mg / l), železo (1 mg / l), krom (0,1 mg / l), nikelj (0,05 mg / l), svinec (0,05 mg / l).
Verjetno še mnogo drugih manj bogatih mineralov zapusti telo skozi potenje v ustrezno nižjih koncentracijah. Nekatere eksogene organske spojine si svojo pot v potu utrejo kot je razvidno iz neznanega odiferous "javorjevega sirupa" dišeče spojine v več vrst v rodu gobe Lactarius. Pri ljudeh, znoj je hypoosmotic glede na plazmo (tj. manj slana). (i.e. less salty).

### Druge sestavine v sledovih
- sečnina
- sečna kislina
- dolgoverižne maščobne kisline
- aminokisline
- amonijak
- glukoza
- mlečna kislina
- askorbinska kislina
- holesterol

## V živalskem svetu
Prašiči, kunci, plazilci, ptiči in ribe nimajo žlez znojnic in s tem sposobnosti ohlajanja s pomočjo znojenja. Pri domačih mačkah in psih se znojnice nahajajo le na omejenih telesnih predelih. Zato so te živali razvile druge načine ohlajanja (na primer sopihanje pri psih). 

## Dodatna branja
- Sato K; Kang WH; Saga K; Sato KT (april 1989). »Biologija žlez znojnic in njihovih motenj. I. Običajna pot žleze funkcije«. Journal of the American Academy of Dermatology. 20 (4): 537–63. doi:10.1016/S0190-9622(89)70063-3. PMID 2654204.{{navedi časopis}}:  Vzdrževanje CS1: samodejni prevod datuma (povezava)
- Ferner S; Koszmagk R; Lehmann A; Heilmann W (1990). »[Referenčne vrednost natrija (+) in Cl (-) koncentracije znoja odraslih]«. Zeitschrift Für Erkrankungen Der Atmungsorgane (v nemščini). 175 (2): 70–5. PMID 2264363.
- Nadel ER; Bullard RW; Stolwijk JA (Julij 1971). »Pomen temperature kože na področju potenja«. Journal of Applied Physiology. 31 (1): 80–7. PMID 5556967.